# Leonardo Montenegro
Leonardo Montenegro Corona (Santiago, Chile, 16 de febrero de 1955) es un exfutbolista chileno, jugó de mediocampista, con características técnicas ofensivas y de creación.

## Trayectoria
El año 1967 marca su inicio en el club deportivo “Villa Ríos”, ingresando en 1971 en Universidad de Chile, club en el cual debutó en el profesionalismo en 1973, con 18 años de edad, con presencia activa durante cuatro años. Le siguen dos años a préstamo, en los equipos de provincia: O’Higgins en 1976 y Ñublense en 1977, para volver a su club de origen y jugar dos años, 1979 y 1980.
El año 1981 firma por el club de colonia, Palestino, equipo en el cual tiene un buen desempeño. En 1985 parte al fútbol sudafricano, retornando a Palestino el año 1986, donde logra el subcampeonato de dicho año.
Sus últimos tres años activos lo cumplió en Colo-Colo, con cuya divisa obtuvo cuatro títulos. Se retira en 1990 participando sólo en el torneo Copa Chile.

## Clubes
| Club                 | País      | Año       |
| -------------------- | --------- | --------- |
| Universidad de Chile | Chile     | 1973-1980 |
| → O'Higgins (cedido) | Chile     | 1977      |
| → Ñublense (cedido)  | Chile     | 1978      |
| Palestino            | Chile     | 1981-1984 |
| Moroka Swallows      | Sudáfrica | 1985      |
| Palestino            | Chile     | 1986      |
| Colo-Colo            | Chile     | 1987-1990 |

## Palmarés

### Campeonatos nacionales
| Título           | Club                 | País  | Año  |
| ---------------- | -------------------- | ----- | ---- |
| Copa Chile       | Universidad de Chile | Chile | 1979 |
| Copa Chile       | Colo-Colo            | Chile | 1988 |
| Copa Chile       | Colo-Colo            | Chile | 1989 |
| Primera División | Colo-Colo            | Chile | 1989 |
| Copa Chile       | Colo-Colo            | Chile | 1990 |

### Distinciones individuales
| Distinción                            | Año  |
| ------------------------------------- | ---- |
| Jugador más correcto Primera División | 1986 |